# Ester 9

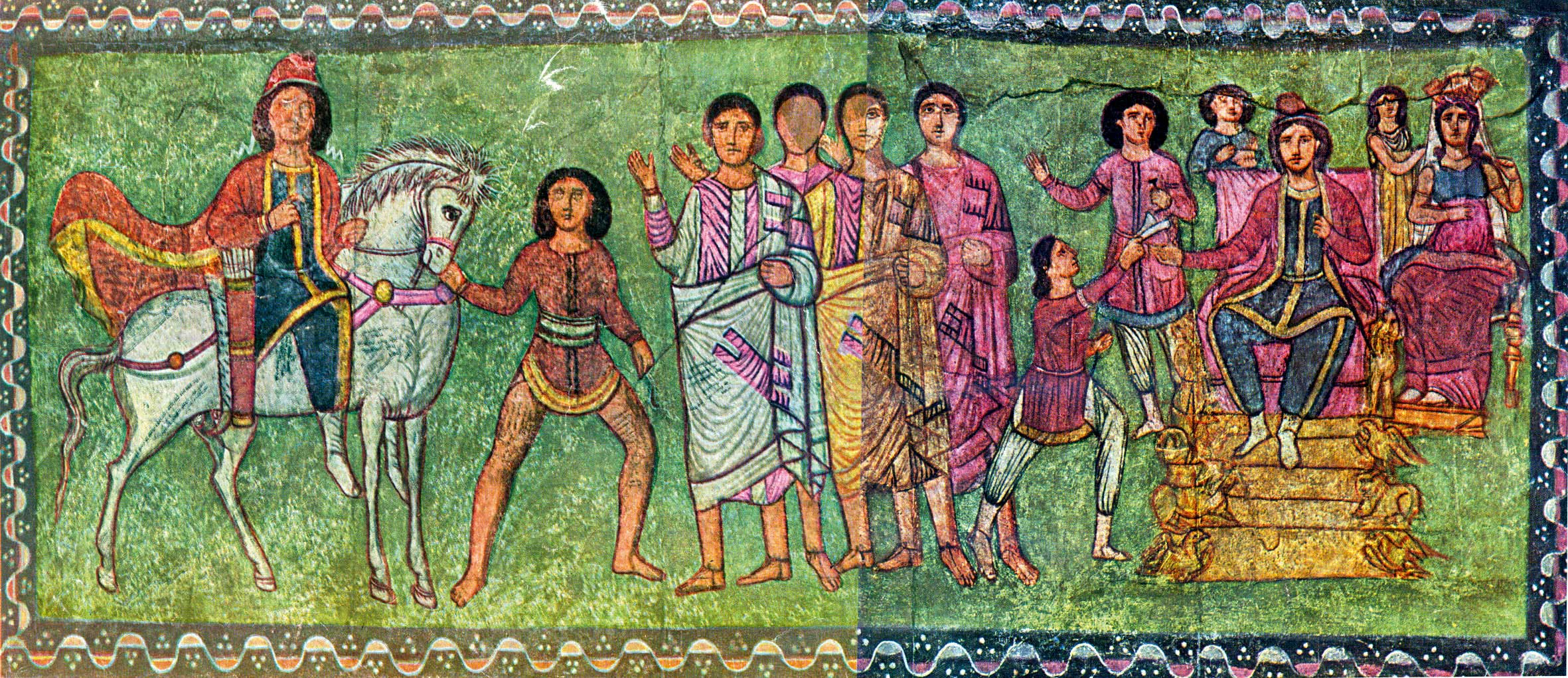
Mardoqueo y Ester. Panel de madera del interior de una sinagoga de Dura Europos, Siria. 245 d. C.

Ester 9 es el noveno capítulo del Libro de Esther en la Biblia hebrea o el Antiguo Testamento de la Biblia cristiana , Se desconoce el autor del libro y los estudiosos modernos han establecido que la etapa final del texto en hebreo se habría formado en el siglo II a. C. Los capítulos 9 a Ester 10 contienen la resolución de las historias del libro. Este capítulo narra los acontecimientos del 13 y 14 de Adar y la institución de la fiesta de Purim tras la victoria de los judíos sobre sus enemigos.

## Texto
Este capítulo fue escrito originalmente en lengua hebrea y desde el siglo XVI se divide en 14 versículos.

### Testimonios textuales
Algunos manuscritos antiguos que contienen el texto de este capítulo en hebreo pertenecen al Texto masorético, que incluye el Codex Leningradensis (1008).
También existe una traducción al griego koiné conocida como la Septuaginta, realizada en los últimos siglos a. C. Los manuscritos antiguos que se conservan de la versión Septuaginta incluyen el Codex Vaticanus (B; {\displaystyle {\mathfrak {G}}}B; siglo IV), el Codex Sinaiticus (S; BHK: {\displaystyle {\mathfrak {G}}}S; siglo IV) y el Codex Alexandrinus (A; {\displaystyle {\mathfrak {G}}}A; siglo V).

## Los acontecimientos del trece y catorce de Adar (9:1-19)
El versículo inicial de esta sección describe explícitamente el cambio de poder en el mismo día en que los enemigos de los judíos iban a vencerlos, pero ocurrió lo contrario: «los judíos obtuvieron poder sobre sus enemigos» (9:1). El día trece de Adar, los judíos mataron a 75 000 personas en las provincias (KJV) y a 500 en la ciudadela de Susa (KJV) de entre los que los odiaban (KJV), y también el día catorce de Adar, por un edicto especial adicional (proporcionado directamente por el rey a instancias de Ester), los judíos mataron a los 300 enemigos que quedaban en la ciudad de Susa, mientras que, al mismo tiempo, de acuerdo con ese edicto real adicional, colgaron los cuerpos de los diez hijos de Amán en la horca. Un paralelismo con KJV es que Saúl perdonó la vida a Agag y, por lo tanto, perdió su reino y su vida, por lo que esta vez Ester decidió no cometer el mismo error con Amán y sus hijos. Un punto importante es que se abstuvieron de saquear (esto se menciona tres veces: KJV, KJV, KJV), lo que indica un eco en Ester 9 de KJV, retomando el paralelismo establecido entre Mardoqueo/Saúl y Amán/Agag. Después de que Saúl derrotara a los agagitas (amalecitas), se quedó con las mejores ovejas y el mejor ganado como botín, desobedeciendo así la orden de Dios, lo que le valió la desaprobación divina y que Dios se arrepintiera de haber elegido a Saúl como rey. Esta vez, a diferencia de Saúl, Mardoqueo y los judíos se abstuvieron de tomar botín. Sin embargo, la narración en general se centra más en los resultados pacíficos del derramamiento de sangre, el alivio obtenido de los vecinos hostiles (9:1, 16) y los días de regocijo como celebración tras la triunfante autodefensa (9:17–19).

### Versículo 1
«En el mes duodécimo, que es el mes de Adar, el día trece del mismo, cuando se acercaba el cumplimiento del mandato del rey y su decreto, en el día en que los enemigos de los judíos esperaban dominarlos (pero se volvió en contra de ellos, y los judíos dominaron a sus enemigos)»
- «El mandato del rey y su decreto»: en contraste con Ester 8:15 (que solo se refiere a Amán), aquí no se protege la responsabilidad del rey.[12]

### Versículo 17
El día trece del mes de Adar, y el día catorce del mismo mes, descansaron y lo celebraron con un banquete y con alegría.'
Los judíos del imperio persa celebran el día catorce, excepto los de Susa, que celebran el día quince (versículo 18).

### Versículo 18
Pero los judíos que estaban en Susa se reunieron el día trece, y el día catorce; y el día quince descansaron y lo hicieron día de banquete y alegría.
Los judíos de Susa tienen una fecha de celebración diferente a los que están fuera de la ciudad porque todavía había luchas en Susa hasta el catorce, por lo que la celebración en esa ciudad fue el quince.

### Versículo 19
Por lo tanto, los judíos de las aldeas, que habitaban en las ciudades sin murallas, hicieron del día catorce del mes de Adar un día de alegría y banquete, y un día bueno, y de enviar porciones unos a otros.
- «Enviarse porciones unos a otros»: apunta al espíritu de generosidad como una característica significativa de esta celebración.[14]

### Enlaces con la historia moderna
En Purim de 1942, diez judíos fueron ahorcados por los nazis en Zduńska Wola para «vengar» el ahorcamiento de los diez hijos de Amán. En un incidente similar ocurrido en 1943, los nazis fusilaron a diez judíos del Piotrków.
En una aparente conexión establecida por Hitler entre su régimen nazi y el papel de Hamán, Hitler declaró en un discurso pronunciado el 30 de enero de 1944 que, si los nazis eran derrotados, los judíos podrían celebrar «un segundo Purim».
El 16 de octubre de 1946, Julius Streicher, uno de los diez miembros nazis condenados a la horca por crímenes contra la humanidad tras los juicios de Núremberg, fue oído decir sarcásticamente «Purimfest 1946» mientras subía al cadalso. Según el rabino Mordechai Neugroschel, hay un código en el Libro de Ester que se encuentra en los nombres de los diez hijos de Amán (HE). Tres de las letras hebreas —una tav, una shin y una zayin— están escritas más pequeñas que el resto, mientras que una vav está escrita más grande. La vav de gran tamaño, que representa el número seis, corresponde al sexto milenio del mundo desde la creación, que, según la tradición judía, es el período comprendido entre 1240 y 2240 d. C. En cuanto a la tav, la shin y la zayin, sus valores numéricos suman 707. Juntas, estas letras se refieren al año judío 5707, que corresponde al año secular 1946-1947. En su investigación, Neugroschel observó que diez acusados nazis en los juicios de Nuremberg fueron ejecutados en la horca el 16 de octubre de 1946, que era también la fecha de Hoshana Rabbah (21 de Tishrei; el día del juicio final del judaísmo) de ese año. Además, Hermann Göring, el undécimo funcionario nazi condenado a muerte, se suicidó, al igual que la hija de Hamán en el Tratado Megillah.

## La institución de la fiesta de Purim (9:20-32)

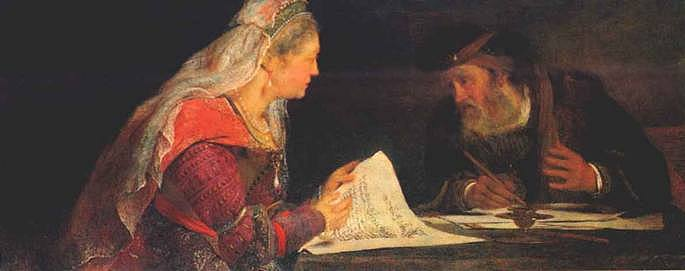
Esther y Mardoqueo escribiendo la segunda carta de Purim. Aert de Gelder (1685).

Esta sección, tal vez una adición a la narrativa coherente de 1:1 hasta KJV, recapitula los principales giros: el alivio de la persecución, el «convertir el dolor en alegría» y «el luto en fiesta» (KJV). Para que las generaciones futuras lo conmemoren, se instituye una fiesta de dos días, que refleja la fiesta original del catorce de Adar en las provincias y un día después en Susa, con el sorteo de Amán (“'purim”') que da origen al nombre de la fiesta. Mardoqueo y Ester, como funcionarios del Imperio persa, aprovechando «los recursos de la cancillería y del sistema postal imperial», enviaron una serie de cartas a los judíos de «todas las provincias» (versículo 20; cf. versículo 30) y utilizando así el mismo lenguaje que en los relatos de los edictos reales anteriores (KJV; KJV; KJV). Juntos escribieron estas cartas oficiales en las que ordenaban a los judíos celebrar Purim (versículos 29, KJV), así como una segunda carta (versículo 29). La autoridad real de Ester en el establecimiento de Purim se reafirma al final de esta sección, donde se la nombra como la establecedora de las costumbres de la festividad (32 KJV).

### Versículo 29
Entonces la reina Ester, hija de Abihail, y Mardoqueo el judío, escribieron con toda autoridad para confirmar esta segunda carta de Purim.
El nombre de la fiesta llama la atención sobre «el día del revés», cuando el día de la derrota segura se convirtió en un día de salvación.

## Comentarios

### De la Iglesia católica

#### A los versículos 1-19a
El día señalado para la destrucción se convierte en ocasión de victoria para los judíos, cumpliéndose el anuncio del sueño de Mardoqueo: los humildes se levantan contra los soberbios. Aunque el relato magnifica el número de víctimas, se subraya que los judíos actuaron en legítima defensa y, a diferencia de sus enemigos, no buscaron beneficio económico alguno. La negativa a apropiarse de los bienes de los vencidos marca un contraste intencional con la desobediencia de Saúl frente a Agag, cuando se guardó el botín y fue rechazado por Dios.
Mientras Amán había proyectado enriquecerse con el saqueo de los judíos, el pueblo se mantiene íntegro y demuestra que su lucha no era por codicia sino por supervivencia. La victoria es presentada como obra de Dios, quien libra a los suyos en el momento de la angustia, reafirmando la fe en su protección. En este contexto, Ester es reconocida como instrumento providencial y motivo de alabanza por haber intercedido en favor de su pueblo.

Ester, la perfecta por su fe, para salvar a las doce tribus de Israel que iban a ser aniquiladas (…), por su ayuno y humillación suplicó al Señor que todo lo ve, al Dios de los siglos, que viendo la humildad de su alma, libró al pueblo por el que ella se había arriesgado.

#### A los versículos 20-32
El recurso de Amán a las suertes, que en babilonio se llamaban *purim*, fijó el día destinado a la aniquilación de los judíos. Paradójicamente, esa misma fecha se convirtió en el momento de su victoria sobre los enemigos que buscaban destruirlos. En Susa la lucha se prolongó un día más, lo que explica la doble fecha de la conmemoración. De allí nace la fiesta de Purim, instituida como memoria anual de la liberación. Se celebra en el mes de Adar, los días catorce y quince, con banquetes, alegría compartida y el gesto fraterno del intercambio de presentes. La celebración conserva así el recuerdo de cómo un tiempo de amenaza mortal se transformó en ocasión de júbilo y unidad para el pueblo.

## Lectura adicional
- Bush, Frederic W. (2018). Ruth-Esther. Word Biblical Commentary 9. Zondervan Academic. ISBN 978-0310588283.
- Larson, Knute; Dahlen, Kathy; Anders, Max E. (2005).  Anders, Max E., ed. Holman Old Testament Commentary - Ezra, Nehemiah, Esther. Holman Old Testament commentary 9 (illustrated edición). B&H Publishing Group. ISBN 978-0805494693. Consultado el October 28, 2019.
- McConville, J. G. (1985). Ezra, Nehemiah, and Esther. The daily study Bible : Old Testament. Westminster John Knox Press. ISBN 978-0664245832. Consultado el October 28, 2019.
- Moore, Carey A. (Sep–Dec 1975). «Archaeology and the Book of Esther». The Biblical Archaeologist 38 (3/4): 62-79. JSTOR 3209587. S2CID 166110735. doi:10.2307/3209587.
- Smith, Gary (2018). Ezra, Nehemiah, Esther. Cornerstone Biblical Commentary 5. Tyndale House. ISBN 978-1414399126.
- Turner, L. A. (2013). Desperately Seeking YHWH: Finding God in Esther's "Acrostics". Interested Readers. Essays on the Hebrew Bible in Honor of David J. A. Clines, 183–193.